# Медицинская беседа
Медицинская беседа — российский научно-популярный медицинский журнал. Периодичность — два раза в месяц.
Освещал вопросы общественной медицины и гигиены. Выходил в Воронеже.
Основан 2 апреля 1887 года. Основали и издавали журнал с 1887 года по 1908 год А. X. Сабинин (главный редактор) и В. И. Миропольский.
Целью журнала было ознакомление общества с последними достижениями врачебной науки, а также с желательной постановкой врачебного дела. Основным средством этого были популярные статьи по местным санитарным вопросам и земской медицине, публикация исторических сведений и информации о местных врачебных учреждениях и медиках. Также велась врачебная хроника и печатались заметки по народной медицине. Журнал «Медицинская беседа» в 1893 году был награждён большой золотой медалью на 1-й всероссийской гигиенической выставке в Санкт-Петербурге.
С 1904 года издавался Воронежским отделом Русского общества охранения народного здравия; в 1906 — Воронежским обществом помощников врачей. С 1906 года выходил под названием «Помощник врача».

## Выдержки из журнала
«Оливковое масло, благодаря своей высокой цене, часто подвергается фальсификации. Одна из самых распространенных — значительная примесь кунжутного масла, которое вдвое дешевле».— «Медицинская беседа», 1888, № 4, с.111.

«Недавно в Пеште (Венгрия) полиция обнаружила три завода, занимавшиеся приготовлением поддельных пищевых средств, в особенности пряностей. Фабриканты получали до 500 % прибыли, а торговцы, подмешивающие их продукты к настоящим, от 100 до 150 %. Для приготовления пряностей служили отруби, крахмал, камедь, размолотые старые ящики из-под сигар».— «Медицинская беседа», 1888, № 5, с.131.

«Профессор Вериго сообщает о следующей подделке. В одной семье сварили грибной борщ. Его было совершенно невозможно есть, так как он имел вкус железных препаратов. При надавливании на корешки грибов из них выпадали тяжелые темно-серые кусочки, оказавшиеся железным кузнечным шлаком. Эти кусочки очевидно вкладывались в свежие грибы, которые, съеживаясь при высыхании, зажимали всунутые в них кусочки шлака».— «Медицинская беседа», 1888, № 9, с.243.

«В Одессе, в пекарне Крыжановского, приготовлявшей сухари для Добровольного флота, ржаная мука оказалась смешанной с известью.
В Одессе же, по исследованиям профессора Вериго, оказалось, что кофе, особенно продаваемое в виде порошка, подделывают в больших размерах поджаренной мукой, а у некоторых торговцев состоит исключительно из поджаренной муки.
Большинство сортов шоколада, даже Абрикосова, Ландрина и Эйнем, оказались с примесью муки.

Интересна, также, такая подделка кофе. В жженом цельном немолотом кофе, не представляющем ничего особенного на вид, некоторые семена были менее блестящими, чем другие. Оказалось, что эти семена, находившиеся в количестве 25 %, состояли из глины, смешанной со жженым цикорием».— «Медицинская беседа», 1888, № 10, с.280.

«Один из одесских комиссионеров выписал из Ростова партию сушеных грибов, оказавшихся фальсифицированными. Между грибами, нанизанными на нитку, обнаружена масса инжиру, совершенно негодного к употреблению. Цель фальсификации очевидна: грибы стоят — 46 рублей за пуд, а инжир — 3,5-4 рубля за пуд».
— «Медицинская беседа», 1889, № 6, с.183.

## Источник
- Медицинская Беседа // Энциклопедический словарь Брокгауза и Ефрона : в 86 т. (82 т. и 4 доп.). — СПб., 1890—1907.
- Воронежская старина. — Воронеж, 1913. — Вып. 12.
- Медицинская беседа